# Ernst Friedrich Langhans
Ernst Friedrich Langhans (født 2. maj 1829, død 17. april 1880) var en schweizisk protestantisk teolog.
Efter at have virket nogle år som præst blev Langhans 1871 professor i Bern.
Han og hans broder Eduard Langhans kæmpede for den liberale retning, stiftede 1866 en liberal reformforening og udgav 1866—69 Reformblatter.
Blandt hans skrifter nævnes Das Christenthum und seine Mission im Lichte der Weltgeschichte (1875).